# دهستان لفمجان
دهستان لفمجان نام دهستانی در بخش مرکزی شهرستان لاهیجان، استان گیلان در ایران است. بر اساس سرشماری مرکز آمار ایران در سال ۱۳۸۵، جمعیت آن ۶۳۵۳ نفر (۲۱۳۲ خانوار) بوده‌است.